# Lotodes marginatum
Lotodes marginatum là một loài thực vật có hoa trong họ Đậu. Loài này được (Meyen) Kuntze mô tả khoa học đầu tiên năm 1891.